# Citizen

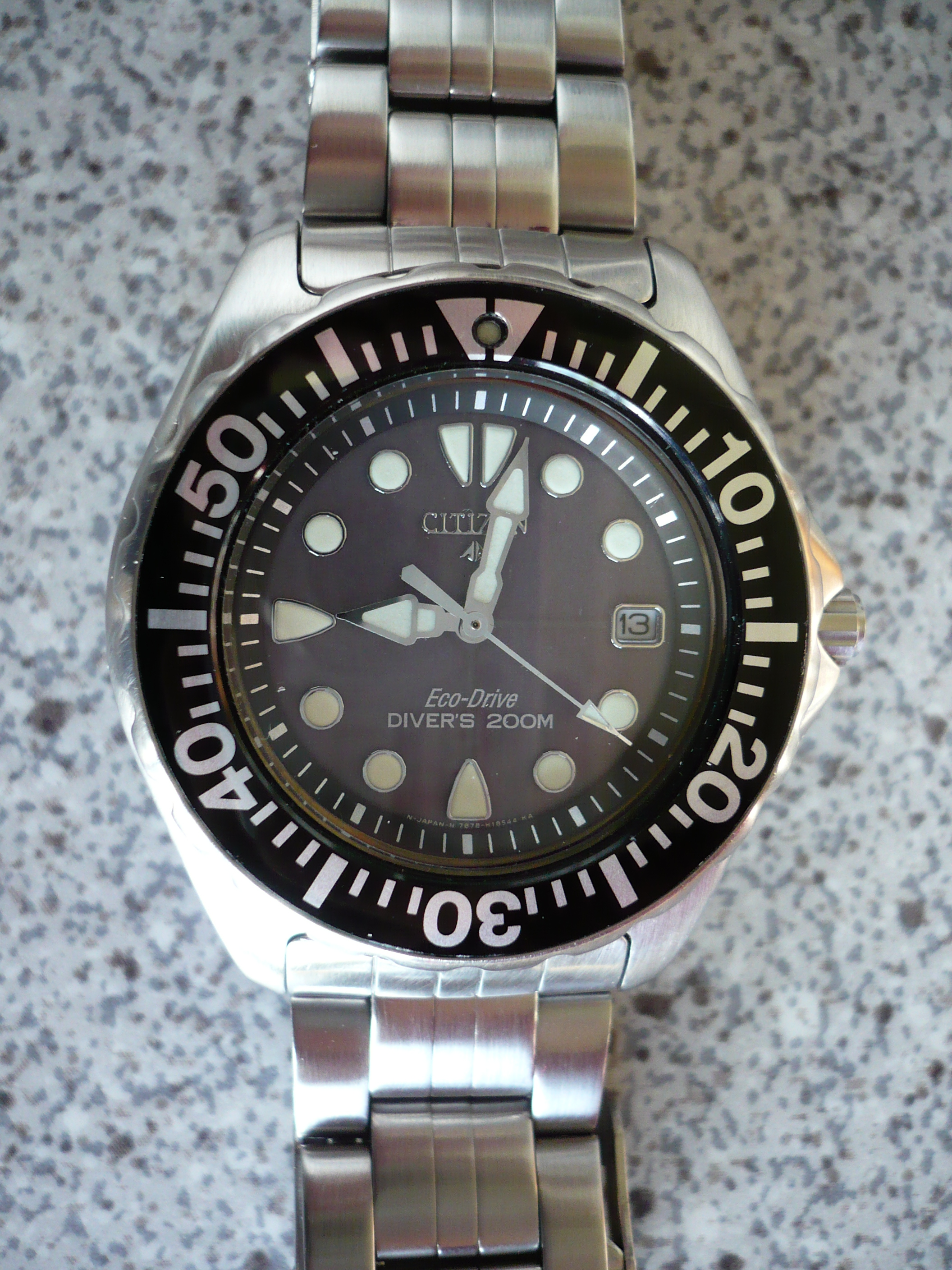
Promaster Eco-Drive

CITIZEN (シチズンホールディングス株式会社, Shichizun Hōrudingusu Kabushiki-gaisha; Engels:
Citizen Holdings Co., Ltd.) is een Japanse fabrikant van onder andere uurwerken en ontleent zijn bekendheid aan zijn polshorloges. De onderneming heeft haar hoofdkwartier in de stad Nishitōkyō (Tokio).
Het bedrijf werd oorspronkelijk opgericht als Shōkōsha Tokei Kenkyūsho (尚工舎時計研究所) in 1918 en is bekend als de fabrikant van CINCOM-precisie-draaibankgereedschapsmachines evenals CITIZEN-horloges. De handelsnaam is ontstaan door een zakhorloge genaamd CITIZEN, verkocht in 1924. Het is een van 's werelds grootste producenten van horloges.
Recent ontwikkelde het een systeem, genaamd Eco-Drive. Het maakt gebruik van zonne-energie en is gebaseerd op het gebruik van een fotovoltaïsche cel en een oplaadbare batterij die wordt geëxploiteerd door een bedieningscircuit. Blootstelling van de klok aan het licht voor 1-2 uur per dag volstaat om hem draaiend te houden. Eenmaal volledig geladen, loopt de klok 180 tot 480 dagen.